# Keila Costa
Keila Costa, född den 6 februari 1983 i Recife, är en brasiliansk friidrottare som tävlar i längdhopp och tresteg.
Costas genombrott kom när hon blev elva vid junior-VM 2000 och vid junior-VM 2002 blev hon bronsmedaljör i tresteg. 
Hon deltog vid Olympiska sommarspelen 2004 där hon emellertid inte tog sig till final i längdhopp. Vid VM 2007 var hon i final både i tresteg och i längdhopp. I längdhopp slutade hon på sjunde plats och i tresteg blev hon nia. 
Vid Olympiska sommarspelen 2008 deltog hon i längdhopp där hon tog sig till final och där slutade elva med ett hopp på 6,43.

## Personliga rekord
- Längdhopp - 6,88 meter
- Tresteg - 14,57 meter